# Мануэл II
Мануэл II (порт. Manuel II; 15 ноября 1889[…], Беленский дворец, Лиссабон или Лиссабон — 2 июля 1932[…], Fulwell, Мидлсекс или Лондон) — последний король Португалии. Принадлежал к дому Саксен-Кобург-Гота, официально считаясь представителем династии Браганса (к которой на самом деле относился по женской линии). Проводил про-британскую внешнюю политику, что не только соответствовало геополитической стратегии его отца, короля Карлуша I, но и укрепляло его положение на троне благодаря наличию сильного союзника. Но нестабильность в стране, убийство короля Карлуша I и наследника, а также затянувшиеся переговоры, закончившиеся смертью Эдуарда VII, положили конец этим притязаниям.

## Биография
Второй сын короля Карлуша I и Амелии Орлеанской. Взошёл на престол в 18-летнем возрасте после убийства в Лиссабоне отца и старшего брата Луиша Филипе (наследника престола) 1 февраля 1908 года. Сам Мануэл был также легко ранен при этом покушении. 

## Король Португалии
Первым делом король встретился с Государственным советом и потребовал отставки Жуана Франку, чья политика, как предполагалось, была ответственна за покушение. Он назначил правительство национального единства под председательством адмирала Франсишку Жоакима Феррейры ду Амарала. Это успокоило республиканцев, но было расценено как слабость.
Новый король попытался усилить связь монархии с подданными. Король посетил несколько районов страны. Он посетил Порту, Браге, Виана-ду-Каштелу, Оливейра-де-Аземеиш, Санту-Тирсу, и др. 23 ноября он отправился в Эшпинью, открыв железную дорогу. Во время своих путешествий он полюбился народу своей прямотой и благочестивым характером.
Однако он не пользовался популярностью у республиканцев. Один из них, Жуан Шагаш, журналист-республиканец, предупредил короля о проблемах, которые могут возникнуть, когда тот заявил:
«...ваше высочество прибывает слишком молодым в очень старый мир...!».

## Социальные проблемы
В XIX веке многие политики были озабочены ростом городского пролетариата в результате промышленной революции. В Португалии, из-за более низкого уровня индустриализации, этот вопрос не был важным, но его обострили экономический кризис и Республиканская партия, которая считала, что республика решит все проблемы.
Социалистическая партия существовала с 1875 года, но никогда не имела представительства в парламенте. Это объяснялось не только тем, что она не была популярна, но и тем, что Республиканская партия была главным каналом недовольства радикалов внутри политической системы. Король предпринял ряд шагов, которые не нарушали его конституционных ограничений, но создавали стимулы для Социалистической партии, чтобы уменьшить свою поддержку Республиканской партии. В 1909 году Мануэл пригласил французского социолога Леона Пуансара, чтобы тот изучил социальную обстановку и представил ему отчет. Пуансар писал, что единственным способом борьбы с клиентелизмом, порожденным системой сменяемых правительств, будет реорганизация местных администраций. С энтузиазмом король обратился к председателю Совета министров Венцеслау де Соуза Перейре де Лиме, чтобы поставить его в известность о реорганизации Социалистической партии (под руководством Альфредо Акилеса Монтеверде) и напомнить о важности работы с социалистами, "...чтобы мы оттолкнули их сторонников от Республиканской партии и превратили их в полезную и продуктивную силу".
Социалисты, со своей стороны, с энтузиазмом восприняли королевскую поддержку между Мануэлем и Акилесом Монтеверде. Позднее Монтеверде сообщит королю о провале октябрьского профсоюзного конгресса 1909 года, однако официальных отношений между социалистами и правительством не было, хотя они поддерживали работу Пуансара. Во время правления Антониу Тейшейры де Соузы, в июле 1910 года, правительство создало комиссию по изучению вопроса о создании Национального института труда, в которую вошли три представителя от Социалистической партии. Мануэл II сообщил правительству через министра общественных работ, что он согласен с созданием Национального института труда, но данные меры были приняты слишком поздно.

## Революция и эмиграция
Несмотря на предпринятые меры по стабилизации ситуации в стране, Мануэл II был свергнут в ходе революции. После революции королевская семья отправилась в изгнание, прибыв в Великобританию, где была принята Георгом V.
В эмиграции Мануэл написал книгу о средневековой португальской литературе. Умер в Великобритании. 
С 1913 года был женат на Августе Виктории Гогенцоллерн (1890—1966), но брак был бездетным. С его смертью пресеклась португальская ветвь Кобургского дома.